# Лугаль-ушумгаль
Лугаль-ушумгаль (букв. Цар-дракон) — правитель (енсі) шумерського міста-держави Лагаш. Його правління припадало приблизно на кінець XXIII — початок XXII століття до н. е. Був сучасником царів Аккада Нарам-Суена та Шаркалішаррі. Цілковито залежав від правителів Аккада та сплачував їм данину.